# Беговой проезд
Бегово́й прое́зд (до 1985 года — Бегово́й прое́зд (с 1948 года до 1952 года — Шелепи́хинский прое́зд) и Второ́й Бегово́й прое́зд (с 1942 года до 1952 года — у́лица Октя́брьское По́ле) либо до 1985 года — Второ́й Бегово́й прое́зд, до 1952 года — Бегово́й прое́зд, до 1948 года — Шелепи́хинский прое́зд и часть у́лицы Октя́брьское По́ле (с 1942 года) либо до 18 декабря 1985 года — Второ́й Бегово́й прое́зд, до 10 октября 1952 года — Шелепи́хинский прое́зд и часть у́лицы Октя́брьское По́ле либо до 1985 года — Бегово́й прое́зд и существовавший с 1952 года Второ́й Бегово́й прое́зд, с 1942 года до 1948 года — часть у́лицы Октя́брьское По́ле) — проезд в Северном административном округе города Москвы на территории района Беговой.

## История
Проезд получил современное название по примыканию к Беговой улице, в свою очередь получившей название по расположению вблизи Центрального Московского ипподрома. До 18 декабря 1985 года назывался Второ́й Бегово́й прое́зд, до 10 декабря 1952 года — Шелепи́хинский прое́зд и часть у́лицы Октя́брьское По́ле по деревне Шелепихе и по местности Октябрьское поле (другая часть улицы Октябрьское Поле и Беговой проезд, носивший это название с 17 ноября 1948 года, были объединены 10 декабря 1952 года и получили название Первый Беговой проезд, который был переименован 18 июля 1967 года и получил название улица Поликарпова). По другим данным, даты изменения названий проезда иные.

## Расположение
Беговой проезд проходит от Беговой улицы на северо-запад, поворачивает на юго-запад и проходит до улицы Поликарпова, за которой продолжается как 1-й Хорошёвский проезд. Нумерация домов начинается от Беговой улицы.

## Примечательные здания и сооружения
По нечётной стороне:
- № 7 — кирпичный 22-квартирный жилой дом. Построен о второй половине 1940-х годов по проекту архитектора В. С. Андреева[11][12], получившего в этом доме квартиру[13].

По чётной стороне:

## Транспорт

### Автобус
По Беговому проезду проходит автобус С23. У восточного конца проезда, на Беговой улице, расположена остановка «Институт имени Герцена» автобусов 27, 175, 847, т20, т65, т79, т86.

### Метро
- Станция метро «Беговая» Таганско-Краснопресненской линии — юго-западнее проезда, на Хорошёвском шоссе у развязки с Третьим транспортным кольцом, Беговой улицей, улицей 1905 Года, улицей Поликарпова, улицей Розанова.

### Железнодорожный транспорт
- Платформа Беговая Смоленского направления Московской железной дороги — юго-западнее улицы, между Третьим транспортным кольцом, Хорошёвским шоссе, улицей 1905 Года и улицей Брянский Пост.